# Отто Пауль Герман Дільс
Отто Пауль Герман Дільс (нім. Otto Paul Herrmann Diels) (23 січня 1876, Гамбург, — 7 березня 1954, Кіль) — німецький хімік-органік.

## Біографія
Отто Пауль Герман Дільс народився в Гамбурзі і був другим з трьох синів Германа Дільса, вчителя та відомого філолога, і Берти Дільс (до шлюбу Дубель). Коли Отто виповнилося два роки, сім'я переїхала до Берліна, де його батько був обраний професором класичної філології Берлінського університету. У шість років Дільс вступив до Йоахімштальської гімназії в Берліні. У двадцять Дільс вступив до Берлінського університету для вивчення хімії. У 1900 р. він під керівництвом Еміля Фішера блискуче захистив докторську дисертацію і став асистентом Фішера в університетському Хімічному інституті.
У 1904 р. Дільс відкрив незвичайне поєднання, що містить три атоми вуглецю і два атоми кисню, яке він назвав недоокис вуглецю. У тому ж році він почав вивчення структури маловивченої речовини — холестерину. Проводячи дегідратацію (видалення водню), він отримав з холестерину один з кетонів — холестерон.
У 1904 р. Дільс стає лектором, а в 1906 р. — професором органічної хімії. Протягом цього часу він поширив сферу своїх інтересів на інші галузі хімії і в 1907 р. опублікував вдало написаний і широко відомий підручник «Введення в органічну хімію». У 1913 р. він став керівником факультету органічної хімії університету.
Після року роботи ад'юнкт-професором Хімічного інституту Королівського університету Фрідріха Вільгельма (нині Гумбольдтський університет Берліна) Дільс повертається в Берлінський університет як повний (дійсний) професор. У 1916 р. він прийняв призначення на посаду професора хімії і директора Хімічного інституту Університету Крістіана Альбрехта (пізніше Кільського університету). З 1925 р. він ректор цього університету.
Нестатки і руйнування, викликані другою світовою війною, ускладнили подальше виконання Дільсом своїх досліджень. Бомбардування англо-американської авіації зрештою зруйнували не тільки Хімічний інститут і його бібліотеку, але і будинок Дільса. Два його сини були вбиті на Східному фронті, і в 1944 р. він подав заяву про відставку, яка була прийнята в наступному році. Однак після війни у віці 70 років він повернувся до інституту, де працював над його відновленням до остаточної відставки в 1948 р.
Стримана людина з тонким почуттям гумору, його поважали за сміливість та оригінальність наукових ідей. У молодості фанатичний альпініст, Дільс у вільний час захоплювався живописом. Він помер в Кілі 7 березня 1954, незабаром після свого 78-річчя.

## Наукова діяльність
Вважаючи, що структурна модель холестерину, запропонована іншими дослідниками, є хибною, Дільс знову розпочав вивчати цю речовину. Після спроб застосування традиційних методів він виявив, що при змішуванні селену з холестерином відбувається дегідратація останнього, причому при перемішуванні і нагріванні не відбувається деструкції, присутньої в інших методиках. Дільс був першим з дослідників, хто застосував селен для дегідратації різних сполук, і цей метод, відкритий у 1927 р., був згодом застосований іншими хіміками для отримання поліненасичених масел. Сполуку, яку отримав Дільс, виявилася базовою молекулою багатьох природних сполук, і незабаром вона була використана іншими експериментаторами для пояснення структури і хімічної природи кортизону, статевих гормонів, стероїдів і вітамінів групи D.
У 1928 р. Дільс з одним зі своїх колишніх студентів, Куртом Альдером, опублікував статтю, в якій вони вперше пояснювали дієновий синтез. Такий тип синтезу спостерігається, коли дієн (молекула, що містить два подвійні зв'язки між атомами вуглецю) з'єднується з молекулою, званої філодіеном (буквально — люблячий дієн), яка має один подвійний зв'язок між атомами вуглецю. Продукт такого з'єднання — це шестичлена циклічна молекула, звана аддукт. Хоча дієновий синтез вже був виявлений іншими хіміками, цьому явищу не було дано наукового пояснення. У статті Дільс і Альдер описали, як вони з'єднали з одночасним перегрупуванням вуглецевих зв'язків циклопентадієн (дієн) з бурштиновим ангідридом (філодієном) з утворенням високостабільного аддукта (3,6-ендометілен-4-тетрагідрофталевого ангідриду). До того часу деякі органічні реакції були важкі для вивчення, оскільки температури і використовувані методи аналізу впливали на результати. Дільс і Альдер помітили, що багато дієнів поширені в природі і що дієни і Філодем легко реагують при звичайних температурах. З цього спостереження вони уклали, що дієновий синтез може дати хімікам новий підхід для дослідження різних типів органічних реакцій. У наступні роки дієновий синтез дійсно став незамінним засобом для хіміків-органіків, які застосовували його при синтезі таких речовин, як ліки, вітаміни, гормони, стероїди, синтетичні каучуки і пластмаси.
Співпраця Дільса з Альдера тривало до 1936 р. (Альдер був прийнятий в штат заводу «І. Г. Фарбеніндустрі» у Леверкузені).

## Нагороди
Дільс і Альдер в 1950 р. були нагороджені Нобелівською премією з хімії «за відкриття і розвиток дієнового синтезу». У своїй промові при презентації лауреатів Арне Фредга, член Шведської королівської академії наук, схарактеризував хімію вуглецевмісних сполук як «щось малозрозуміле, насилу пояснюване і розуміле людьми». "Синтез Дільса і Альдера, — сказав Фредга, — в наш час[коли?] отримав розвиток як один з найважливіших робочих методів органічної хімії. За допомогою цього методу може бути легко синтезовано велика кількість сполук складної будови, які неможливо або надзвичайно важко отримати будь-яким іншим способом ". Хвороба не дозволила Дільсу бути присутнім на церемонії нагородження. У Нобелівській лекції, опублікованій в наступному році, він порушив питання про значення ароматичної основи будови молекули стероїдів.
Крім Нобелівської премії, Дільс був нагороджений медаллю Адольфа фон Байєра Німецького хімічного товариства (1930), отримав почесний медичний ступінь в Кільському університеті. Він був членом академій наук Геттінгена, Галле та Мюнхена.

## Родина
Дільс одружився в 1909 р. з Паульо Геєр і мав трьох синів і двох дочок.
1. ↑  Find a Grave — 1996.